# Pirata serrulatus
Pirata serrulatus là một loài nhện trong họ Lycosidae.
Loài này thuộc chi Pirata. Pirata serrulatus được Da-xiang Song & Jia-Fu Wang miêu tả năm 1984.